# Портиљола
Портиљола (итал. Portigliola) је насеље у Италији у округу Ређо ди Калабрија, региону Калабрија.
Према процени из 2011. у насељу је живело 365 становника. Насеље се налази на надморској висини од 97 м.

## Становништво
Према резултатима пописа становништва 2011. у општини је живело 1.205 становника.
| 1936. | 1951. | 1961. | 1971. | 1981. | 1991. | 2001. | 2011. |
| ----- | ----- | ----- | ----- | ----- | ----- | ----- | ----- |
| 2.297 | 2.348 | 2.006 | 1.654 | 1.577 | 1.356 | 28    | 1.205 |